# NGC 627
NGC 627 je galaksija u zviježđu Trokut.

## Vanjske poveznice
- SEDS: NGC 0627